# Limnomeduses
Les limnomeduses (Limnomedusae) son un ordre d'hidrozous de las subclasse dels traquilins. El seu cicle biològic compren normalment forma pòlip asexual i forma medusa sexuada.

## Característiques
Els pòlips són petits i de forma simple. Són solitaris, rarament agrupats en colònies. Poden tenir o no tentacles i no tenen teca sinó un perisarc mucós dins del qual el pòlip pot retreure's.
Les meduses tenen en general quatre canals radials complets (de vegades són sis) i sovint també són canals centrípets incomplets que no arriben fins al manubri. Algunes espècies tenen un anell marginal, que pot està cobert per cnidòcits. Les gònades es localitzen al llarg dels canals radials o, en casos especials (Armorhydra i Limnocnida), al manubri. Els tentacles marginals són perifèrics, buits i sense bulb basal. Els òrgans sensorials marginals, com els estatocists, són d'origen endo-ectodèrmic, incorporats a la mesoglea, a prop del canal perifèric o al vel. No tenen ocels.

## Taxonomia
L'ordre Limnomedusae inclou 59 espècies repartides en cinc famílies:
- Gènere Jindexiangus Xu & Huang, 2006 (1 espècie)
- Família Armorhydridae Swedmark & Teissier, 1958 (1 espècie)
- Família Geryoniidae Eschscholtz, 1829 (2 espècies)
- Família Microhydrulidae Bouillon & Deroux, 1967 (2 espècies)
- Família Monobrachiidae Mereschkowsky, 1877 (3 espècies)
- Família Olindiidae Haeckel, 1879 (50 espècies)